# 9797 Raes
9797 Raes eller 1996 HR21 är en asteroid i huvudbältet som upptäcktes den 18 april 1996 av den belgiske astronomen Eric W. Elst vid La Silla-observatoriet. Den är uppkallad efter poeten Hugo Raes.
Asteroiden har en diameter på ungefär 12 kilometer och den tillhör asteroidgruppen Themis.